# Erik Stocklin

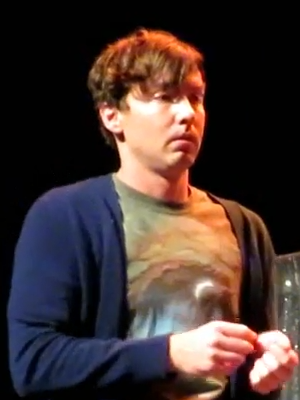
Erik Stocklin

Erik Flynn Stocklin (* 24. September 1982 in Freehold Township, New Jersey) ist ein US-amerikanischer Schauspieler.

## Leben und Karriere
Erik Stocklin stammt aus Freehold, im US-Bundesstaat New Jersey. Nach dem Schulabschluss studierte er Theater an der Southern Connecticut State University, die er 2007 mit dem Bachelor of Fine Arts abschloss. Anschließend wurde er an der Circle in the Square Theatre School in New York City ausgebildet. Große Bühnenerfahrung sammelte er unter anderem durch die Arbeit bei der Elm Shakespeare Company aus New Haven, im Bundesstaat Connecticut, für die er vier Sommer lang während seiner Zeit an der Universität auf der Bühne stand. Ungefähr ein Jahr nach seinem Abschluss zog er nach Los Angeles an die Westküste, um dort seine Schauspielkarriere voranzutreiben. Die erste Zeit dort beschrieb er rückblickend als sehr schwierig.
2010 war Stocklin in der Serie First Day erstmals vor der Kamera zu sehen. Es folgten Auftritte in Kurz- sowie Low-Budget-Filmproduktionen. Ab 2011 war er unter anderem in den Serien Vampire Diaries, Let’s Big Happy und Bones – Die Knochenjägerin in Gastrollen zu sehen. 2013 wurde er in der ersten Staffel der Serie Mistresses als Sam Grey in einer der Hauptrollen besetzt. Von 2014 bis 2015 spielte er als Perry Whitley eine Nebenrolle in der Serie Stalker. Von 2016 bis 2017 war Stocklin in der amerikanisch-kanadischen Comedy-Serienproduktion Haters Back Off als Patrick in einer der Hauptrollen zu sehen. Es folgten Auftritte in den Serien Major Crimes, Criminal Minds, Girlboss, Timeless und Lucifer.

## Persönliches
Am Set der Serie Haters Back Off lernte Stocklin seine Schauspielkollegin Colleen Ballinger kennen, die ihre Verlobung im Jahr 2018 öffentlich machte. Im Dezember desselben Jahres wurden sie Eltern eines Sohnes und im November 2021 kamen ihre Zwillinge zur Welt. Stocklin meidet Social Media und schirmt sein Privatleben größtenteils von der Außenwelt ab.

## Filmografie (Auswahl)
- 2010: First Day (Fernsehserie, 8 Episoden)
- 2011: Vampire Diaries (The Vampire Diaries, Fernsehserie, Episode 2x14)
- 2011: Cannibal Rising
- 2012: Nesting
- 2012: Let’s Big Happy (Fernsehserie, 3 Episoden)
- 2012: Boyfred (Fernsehfilm)
- 2013: Mistresses (Fernsehserie, 13 Episoden)
- 2013: Grey Sheep
- 2014: Bones – Die Knochenjägerin (Bones, Fernsehserie, Episode 10x04)
- 2014–2015: Stalker (Fernsehserie, 13 Episoden)
- 2015: Major Crimes (Fernsehserie, Episode 4x18)
- 2016: Criminal Minds (Fernsehserie, Episode 12x01)
- 2016–2017: Haters Back Off (Fernsehserie, 16 Episoden)
- 2017: Girlboss (Fernsehserie, Episode 1x08)
- 2018: The Bad Guys
- 2018: Timeless (Fernsehserie, Episode 2x08)
- 2018: Hollow Body
- 2019: Lucifer (Fernsehserie, 2 Episoden)
- 2019: Miranda Sings Live... Your Welcome
- 2019: Man Camp
- seit 2021: Good Trouble (Fernsehserie)